# Андрей Андреев (фотограф)
Вижте пояснителната страница за други личности с името Андрей Андреев.
Андрей Илиев Андреев е български фотограф, определян е за майстор на светлописа.

## Биография
Роден е през юли 1871 г. в Пловдив, в семейството на златаря Илия Андреев от Панагюрище и Харакли Щерева от Копривщица, която е родственица на Любен и Петко Каравелови. Още от ученически години се увлича по техниката, но баща му го изпраща във Виена, за да учи винарство. След това заминава за Прага, където учи едновременно винарство и фотография. След завръщането си става фотограф в Пловдив. Ателието му се намира на ул. „Отец Паисий“, близо до църквата „Св. Марина“. Той е сред основателите на Пловдивското певческо дружество. Андреев внася първият мотор в Пловдив, а през 1905 г. и първият автомобил. През 1920 г. открива автобусна линия Пловдив – Перущица. В 1925 г. основава Пловдивското фотографско сдружение.
Умира на 25 декември 1938 г. в Пловдив.
През 1950-те години къщата на Андрей Андреев в Пловдив е разрушена, а сбирката от стотици стъклени плаки е унищожена.